# Rzęśnica (powiat goleniowski)
Rzęśnica (do 1945 niem. Hornskrug) – uroczysko-dawna miejscowość w Polsce, w województwie zachodniopomorskim, w powiecie goleniowskim, w gminie Goleniów.
1 stycznia 2017 część miejscowości została włączona do Szczecina.

## Historia
Wieś położona była przy obecnej drodze ekspresowej S3, przy zamkniętym obecnie dawnym skręcie na Dąbie. Najstarsze wzmianki na jej temat pochodzą z końca XVIII wieku. W miejscowości znajdowała się karczma. Miejscowa ludność korzystała z kościoła i szkoły znajdujących się w Załomiu.
Przed 1945 r. wieś znajdowała się w prowincji Pomorze, w rejencji szczecińskiej, w powiecie Naugard (do 1939 w powiecie Randow).
Wieś została zniszczona pod koniec II wojny światowej. 9 marca 1945 nacierająca w stronę Chlebowa i Starych Brynek Armia Czerwona toczyła ciężkie walki o wieś Hornskrug, w wyniku których wieś została zrównana z ziemią.
Hornskrug była dużą wioską, liczyła ponad 100 zabudowań. Obecnie na terenie dawnej wsi rośnie las. Wieś jest wymieniana w raportach gminy Goleniów. Do miejscowości przylegał cmentarz, z którego zachowało się kilka stojących w lesie nagrobków.
Nazwa Rzęśnica jest dziś stosowana dla węzła drogowego drogi ekspresowej S3 z drogą wojewódzką nr 142, na śladzie Berlinki. Na wschód od węzła, na DW142, zlokalizowano drogowy odcinek lotniskowy „Kliniska” o długości 2000 metrów.